# Beatriz Ortiz
Pour les articles homonymes, voir Ortiz.
Beatriz "Bea" Ortiz Muñoz, née le 21 juin 1995 à Rubí (Espagne), est une joueuse espagnole de water-polo. Elle est médaillée d'argent aux Jeux de 2020.

## Carrière
Elena Ruiz fait partie de l'équipe espagnole battue en finale par les États-Unis lors des Jeux olympiques d'été de 2020.

## Palmarès

### Jeux olympiques
- Jeux olympiques d'été de 2020 à Tokyo ( Japon) :
  -  médaille d'argent du tournoi féminin

### Championnats du monde
- Championnats du monde 2019 à Gwangju ( Corée du Sud) :
  -  médaille d'argent du tournoi féminin
- Championnats du monde 2017 à Budapest ( Hongrie) :
  -  médaille d'argent du tournoi féminin

### Championnats d'Europe
- Championnats d'Europe 2020 à Budapest ( Hongrie) :
  -  médaille d'or du tournoi féminin
- Championnat d'Europe 2018 à Barcelone ( Espagne) :
  -  médaille de bronze du tournoi féminin